# Euphranta latifasciata
Euphranta latifasciata är en tvåvingeart som beskrevs av Hardy 1983. Euphranta latifasciata ingår i släktet Euphranta och familjen borrflugor. Inga underarter finns listade i Catalogue of Life.